# Juan de la Cierva

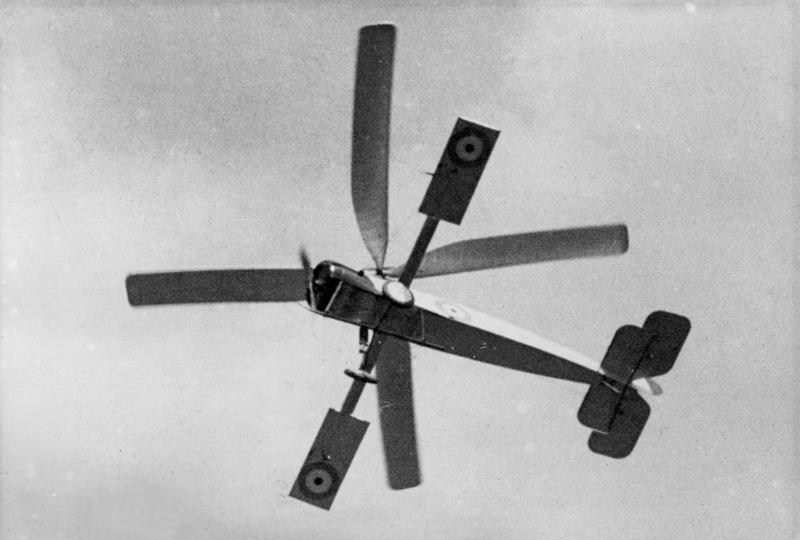
Prototypen Cierva C.6

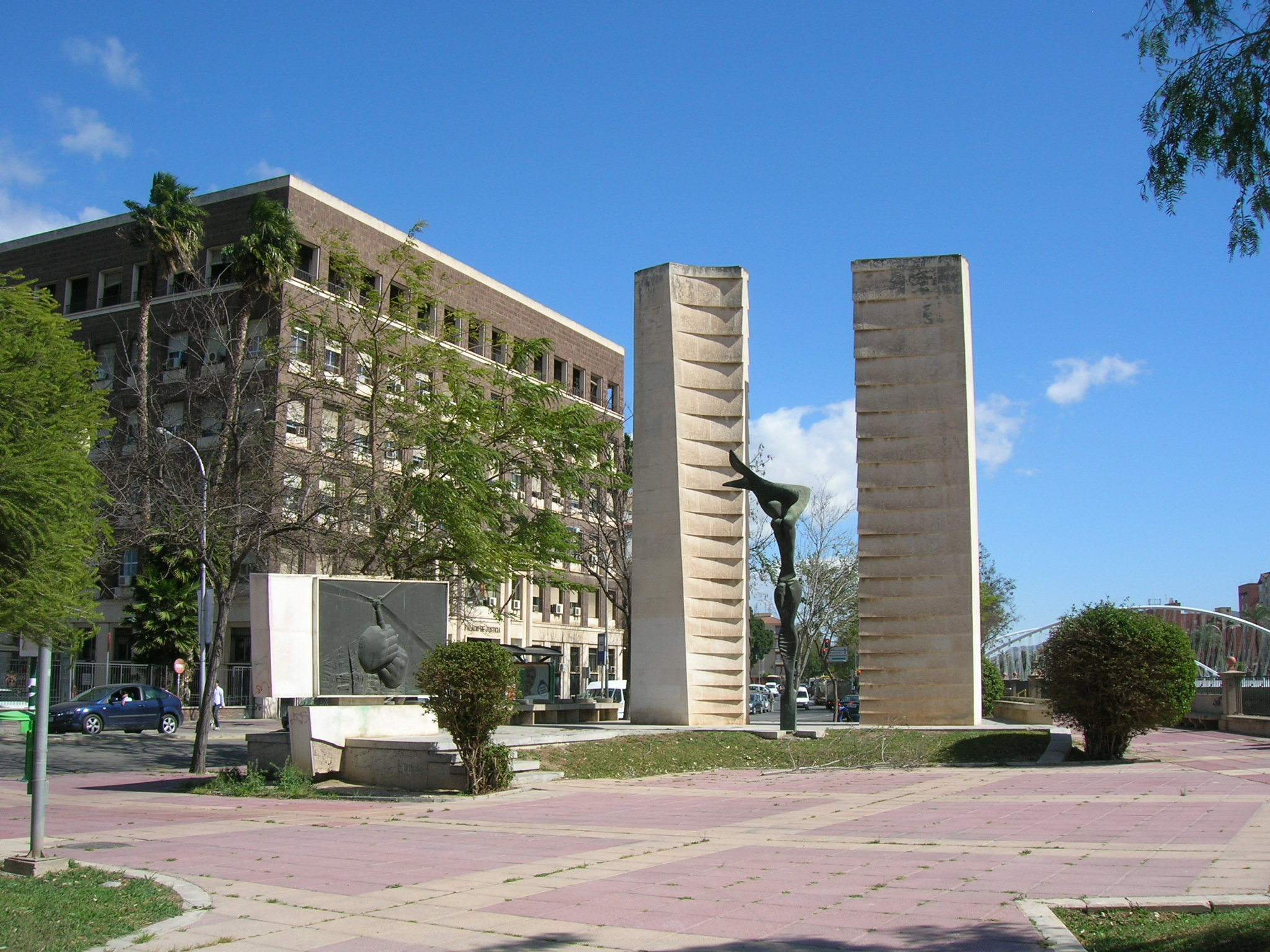
Monument över Juan de la Cierva i Murcia i Spanien

Juan de la Cierva, född 21 september 1895 i Murcia i Spanien, död 9 december 1936 i Croydon i Storbritannien, var en spansk-engelsk luftfordonskonstruktör. 
Juan de la Cierva var son till den spanske konservative politikern Juan de la Cierva (1864-1938). Han var en flygpionjär, som konstruerade den första fungerande autogyron som klarade av att förbli stabil i luften.

## Biografi
Redan som femtonåring konstruerade han tillsammans med två kamrater glidflygplanet BDC 1, med namn efter de tre kamraterna Barcala, Diaz och Cierva. Flygplanet visades upp i augusti 1912 vid flygfältet i Madrid där det även provflögs av den franske piloten Jean Mauvais.
Juan de la Cierva blev fascinerad av flygning och studerade till ingenjör i Madrid. Efter avklarade studier konstruerade han Spaniens första tremotoriga flygplan 1918. Flygplanet havererade under en av testflygningarna och Cierva funderade på om man kunde konstruera ett flygplan som med hjälp av en rotor kunde landa säkert vid motorbortfall utan att stalla.
Första lyckade flygningen med en autogyro genomfördes i Madrid 9 januari 1923 med prototypen C.4, som flögs av Alejandro Gomez Spencer på en fyra kilometer lång rundflygning med en snittfart av 60 km/h. Efter genombrottet förbättrade Cierva konstruktionen och det tillverkades fler prototyper som han kallade autogiro. I oktober 1925 bjöds han in av Air Ministry i Storbritannien för att demonstrera sin senaste modell Cierva C.6A, som han konstruerat i samarbete med A.V. Roe & Co. Ltd (Avro). Autogiron, med en flygkropp från en Avro 552A, och med Ciervas rotorkonstruktion, flögs från ett fält nära Farnborough av piloten Kapten Frank T. Courtney (1894-1982) 30 oktober 1925. Ett år senare flyttade Cierva till Storbritannien och med stöd av den skotske flygaren och industrialisten James George Weir grundade en konstruktionsavdelning för flygplan inom G. & J. Weir Ltd., senare företaget Cierva Autogiro Company, i Hanworth.
År 1927 genomgick han flygutbildning och lärde sig flyga sina egna konstruktioner. Han räknade själv flygningen den 18 september 1928 som sin största personliga framgång, då han med sin egen konstruerade autogiron C.8 lyckades flyga mellan Croydon i London och Le Bourget i Paris på 2 timmar 18 minuter. Samtidigt blev han den förste person som flög över engelska kanalen med en autogiro.
År 1928 inledde Cierva ett samarbete med Parnall Aircraft, där Parnall svarade för flygkropparna medan Cierva konstruerade rotorsystemet. Samarbetet resulterade i modellerna C.10 och C.11
År 1932 konstruerade han det som kom att bli den första försäljningsframgången, Cierva C.19, baserad på en Avro TIPO 620. Denna autogiro kunde flyga med så låg fart som 40 km/h. Licensrättigheter såldes till Focke-Wulf i Bremen, och i USA licenstillverkades typen av både Pitcairn-Cierva Autogiro Company och Kellett Autogiro Corporation. Samma år erhöll han även den stora guldmedaljen av Fédération Aéronautique Internationalé för berömlig gärning inom flyget.
Juan de la Cierva omkom vid en flygolycka, när den Douglas DC-2 från KLM han satt i havererade efter start i dimma från Croydon Airport den 9 december 1936. Vid samma tillfälle omkom Arvid Lindman.